# Johan Sigismund Schulin

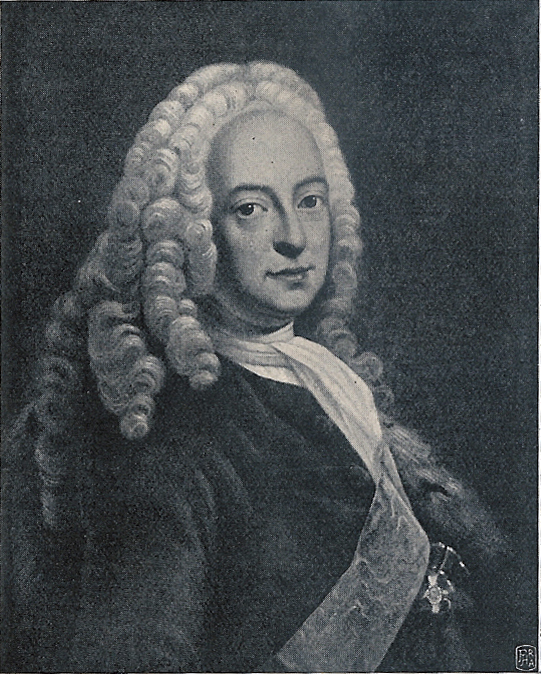
Johan Sigismund Schulin.

Johan Sigismund Schulin, född den 18 augusti 1694 i Ansbach, död den 13 april 1750, var en dansk statsman.
Schulin blev tidigt hovmästare för de unge markgrevarna av Brandenburg-Kulmbach och råkade därigenom i beröring med deras svåger, den senare kungen av Danmark Kristian VI. År 1730 kom han till Danmark, blev samma år direktör för postverket och etatsråd, 1731 adelsman samt 1735 översekreterare i tyska kansliet och därmed utrikesminister. 
Schulin var både kungens och drottningens förklarade gunstling och användes allt som oftast i förtroliga värv, emedan han var både smidig och tystlåten. 1737 blev han medlem av geheimekonseljen och var 1740-46 den ledande ministern, efter att ha undanträngt Iver Rosenkrantz. 
"Schulin visade stor duglighet, men var ej nog själfständig för att uppträda mot drottningens slösaktighet. Han blef en uppriktig vän till sitt nya fädernesland och verkade 1742 ifrigt för de nordiska rikenas förening". Han förblev minister även efter Kristian VI:s död och upphöjdes 1750 till länsgreve.